# Batalla de Klissow
La batalla de Klissow va tenir lloc el 8 de juliol (calendari julià) / 9 de juliol (calendari suec) / 19 de juliol, (calendari gregorià) 1702, prop de Kliszów, Confederació de Polònia i Lituània, durant la Gran Guerra del Nord. L'exèrcit saxó i polonès d'August II el Fort era numèricament superior, operava des d'una posició defensiva avantatjosa, fou derrotat per un exèrcit suec, amb la meitat dels seus efectius, comandat pel rei Carles XII.

## Preludi
August el Fort, Elector de Saxònia, Rei de Polònia i Gran Duc De Lituània, el 1699 planejà un atac en tres fronts contra l'Imperi Suec, juntament amb Pere el Gran, Tsar De Rússia i Frederic IV de Dinamarca-Noruega. El pla fallà quan Frederic fou forçat a abandonar el conflicte el 1700.Carles XII de Suècia en el mateix any, derrotà l'exèrcit rus a la batalla de Narva. Després de Narva, Carles XII foragità les forces d'August el Fort de la Livònia sueca i el perseguí a la Confederació de Polònia i Lituània.
A Kliszów, al sud de Kielce, els suecs i l'exèrcit saxó-polonès-lituà acamparen a uns 8 quilòmetres de distància. Els camps estaven separats per un gran bosc i un aiguamoll, al nord dels boscos els suecs, el campament d'August comptava amb defenses naturals al nord, una petita franja d'aiguamolls, i la vall pantanosa del riu de Nida a l'est. A les 9:00 am, Carles XII mogué el seu exèrcit a través dels boscos, el matí de 19 de juliol (C.J.) i a les 11:00 arribà al nord de l'extensió pantanosa que assegurava el camp d'August. L'exèrcit constava de 8.000 infants, 4.000 cavalls, i quatre canons - la majoria de l'artilleria encallà albosc. L'exèrcit d'August constava de 7.500 infants saxons i 7.000 polonesos, de 9.500 genets saxons i 6.000 polonesos, i 46 canons.

## Batalla
El flanc esquerre saxó i el centre estava sota el comandament de Johann Matthias Von Der Schulenburg, l'ala dreta (cavalleria), era comandada per Jacob Heinrich Von Flemming. La cavalleria polonesa estava a l'ala dreta i comandada per Hieronim Augustyn Lubomirski.
L'estratègia de Carles XII consistia a derrotar les forces saxones-Poloneses en una maniobra d'encerclament i recol·locà les seves forces reforçant els seus flancs. Un assalt suec al flanc de Lubomirski fou rebutjat, així com dos posteriors contraatacs de la cavalleria polonesa i un assalt de saxó sobre el pantà.
Després que les forces sueques haguessin resistit les càrregues poloneses, Lubomirski es retirà i deixà el flanc el saxó dret desprotegit. Carles XII concentrà el gruix del seu exèrcit en aquest flanc i ocupà el camp saxó en mitja hora, desallotjant les forces d'August als aiguamolls circumdants.
Durant la batalla, el cunyat de Carles XII Frederic IV de Holstein-Gottorp fou mort pel foc d'artilleria. Els suecs tingueren tres-cents morts, i els saxons dos mil. Cal afegir 1.000 saxons que foren fets presoners.
Els suecs intentaren encerclar els saxons prenent la travessia del Nida. El general Schulenburg, amb la infanteria del centre defensà feroçment la travessia, permetent a la majoria d'unitats saxones retirar-se.

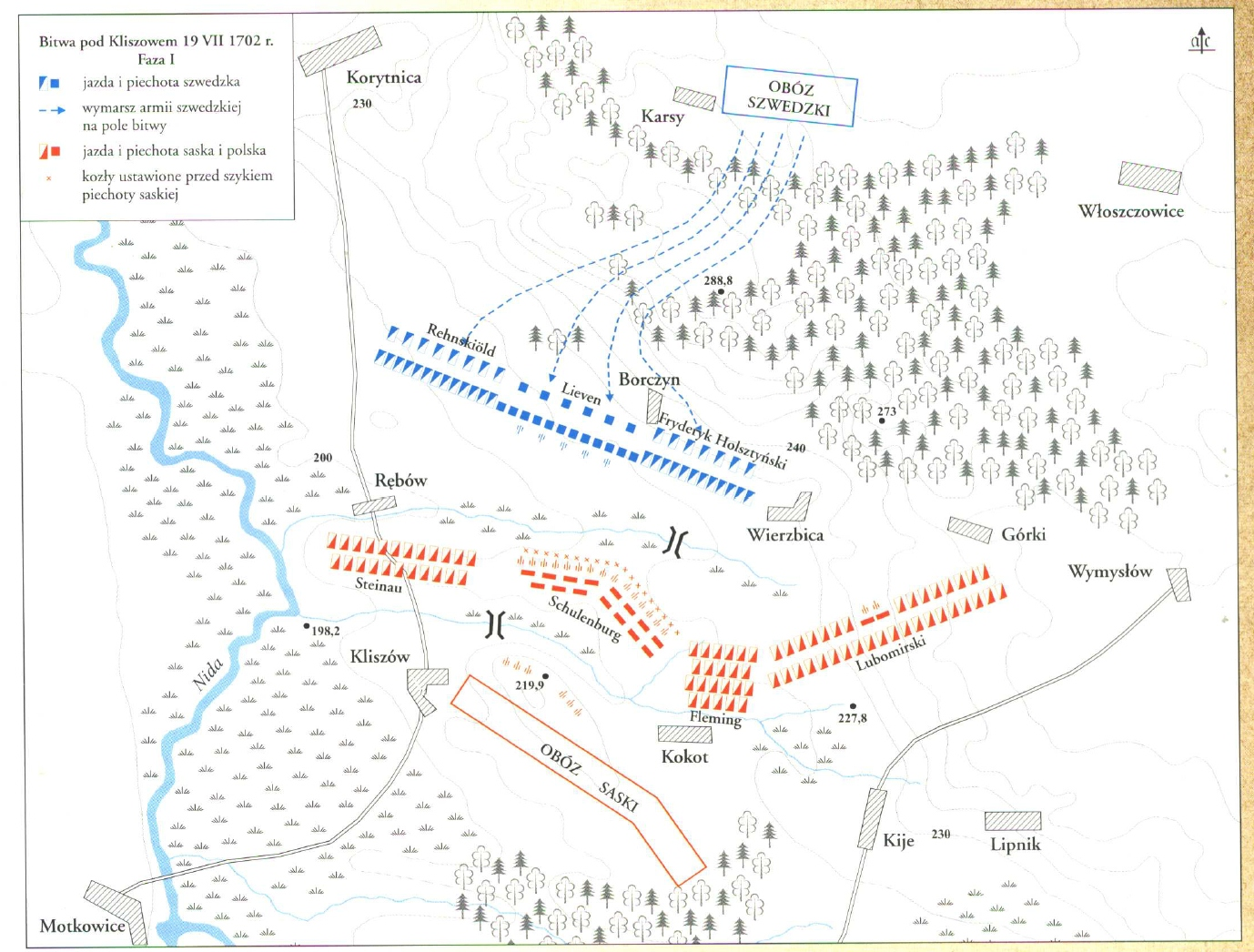
Fase inicial
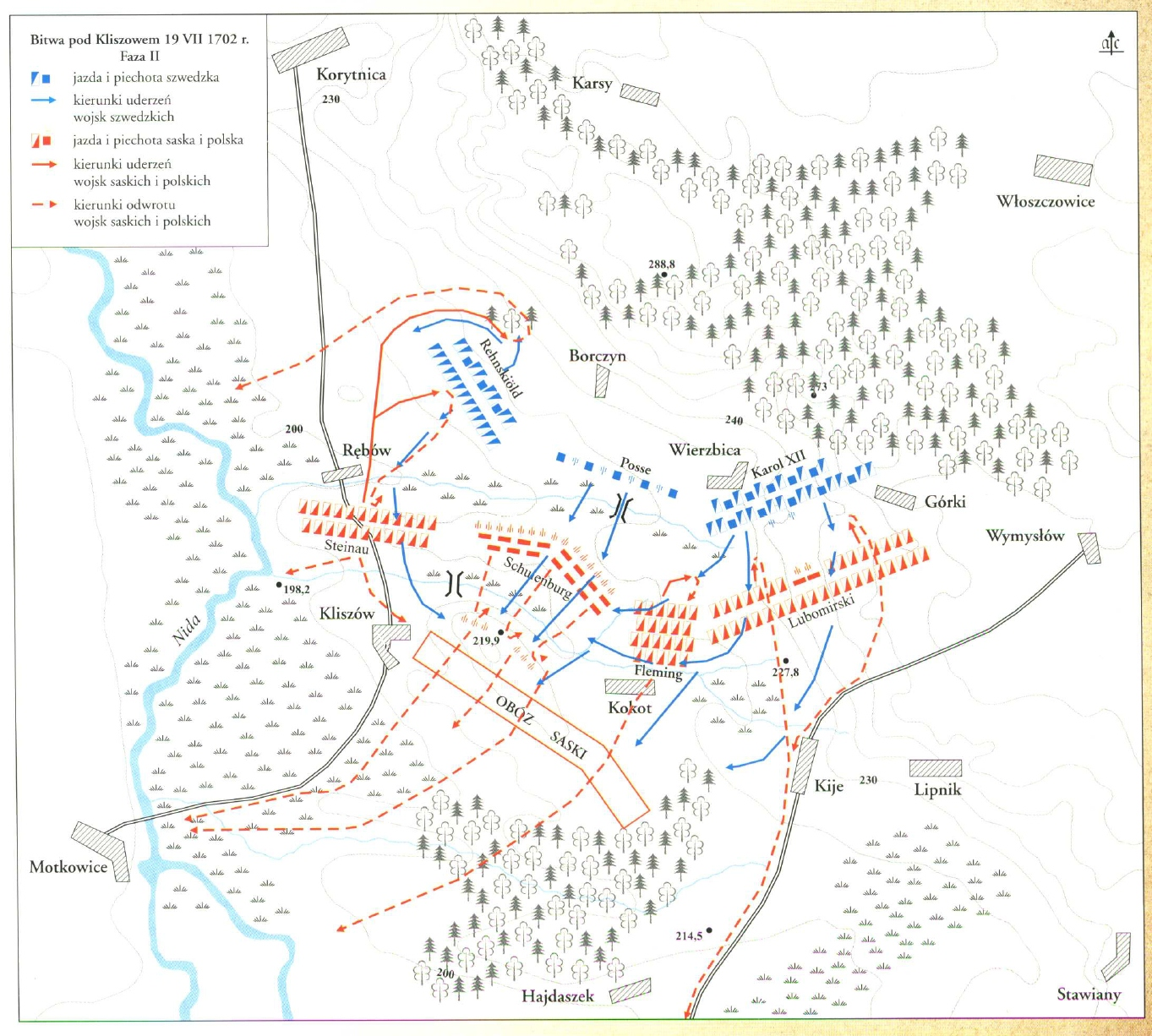
Fase final

## Conseqüències
Carles havia guanyat la batalla, però les accions de Schulenburg havien guardat l'exèrcit de saxó de la destrucció. Els suecs capturaren l'artilleria saxona, les provisions i l'equipatge personal d'August. El 31 de juliol Carles i el seu exèrcit marxaren a Cracòvia. August es retirà amb el seu exèrcit a Sandomierz.